# Garrulaxe des Buguns
Vous lisez un « bon article » labellisé en 2011.
Liocichla bugunorum
Espèce
Statut de conservation UICN

 CR C2a(i) : 
En danger critique
  
Le Garrulaxe des Buguns (Liocichla bugunorum) est une espèce de passereaux de la famille des Leiothrichidae. Observée une première fois en 1995 au nord-est de l'Inde dans le sanctuaire faunique Eagle Nest de l'Arunachal Pradesh, elle n'a été décrite qu'en mai 2006 grâce aux travaux de l'ornithologue amateur Ramana Athreya. Très colorée, elle est proche du Garrulaxe de l'Omei (L. omeiensis), une espèce chinoise. Seuls quatorze individus ont été recensés. L'habitat de l'espèce est menacé par l'activité humaine.

## Description
La description a été principalement effectuée sur un unique spécimen, supposé mâle, et représente les rares données morphologiques disponibles sur l'espèce : le Garrulaxe des Buguns est un passereau de petite taille, mesurant 22 cm de longueur. Son plumage est de couleur olive, avec des reflets grisâtres et une barre grise séparant le dessous du bec de la poitrine ; la calotte, aux plumes érectiles, est noire. La tête porte des lores jaune-orange très visibles et la coloration dépasse en arrière de l'œil. Les ailes ont des taches jaunes, rouges et blanches. Les plumes de la queue sont noirâtres sur leur face supérieure, parcourues de barres transversales indistinctes, et tirent sur l'orangé sur le dessous, avec des « touffes » rouges à leur extrémité. Les couvertures sous-caudales sont également sombres, mais bordées de ces mêmes touffes aux couleurs particulièrement vives (du rouge au jaune) sur leurs bords et à leur extrémité. Les pattes sont roses ; le bec est noir à sa base et vire progressivement au blanc pâle vers son extrémité. Un deuxième spécimen, plus terne, a été capturé dans les filets japonais et était probablement une femelle.

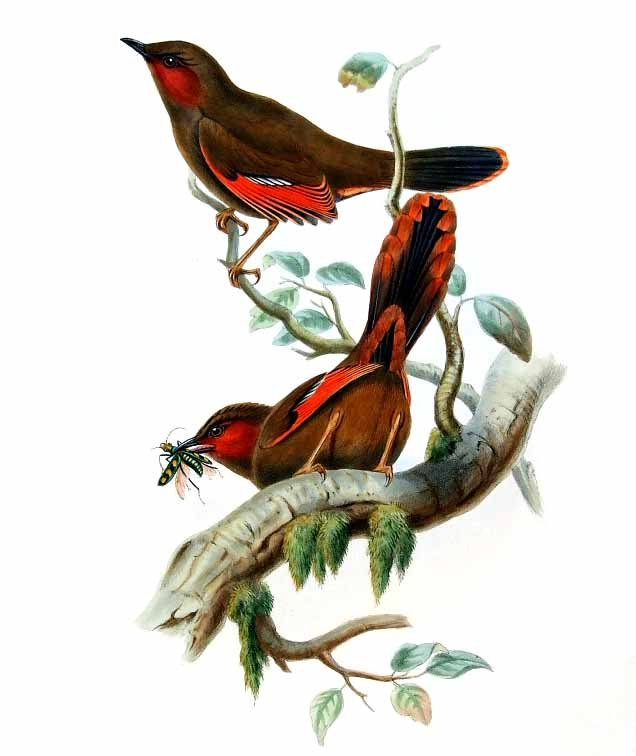
Garrulaxe à ailes rouges (Liocichla phoenicea).

L'espèce ressemble fortement au Garrulaxe de l'Omei (L. omeiensis). Le Garrulaxe des Buguns s'en distingue entre autres par sa calotte noire et non grise, sa coloration généralement plus olivâtre que gris-brun et sa taille légèrement plus grande (de 10 %) mais son bec plus court. La voix, décrite comme flûtée et distinctive, caractérise aussi l'espèce. Sur le terrain, le Garrulaxe à ailes rouges (L. phoenicea) est la seule espèce du genre Liocichla à partager sa répartition, mais son plumage est nettement différent, brun olive avec la face et les extrémités des ailes rouges. Enfin, l'espèce se distingue assez facilement du Garrulaxe de Steere (L. steerii), qui a une calotte grise barrée de blanc, le bout de la queue taché de blanc et qui n'a pas de rouge sur les sous-caudales.

## Répartition et habitat

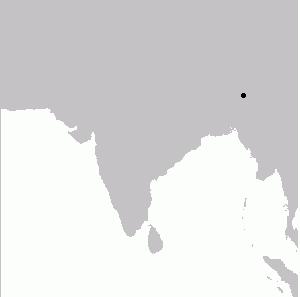
Répartition géographique du Garrulaxe des Buguns.

Toutes les observations de l'espèce ont été faites à une altitude proche des 2 000 mètres sur des coteaux couverts de buissons et de petits arbres, à l'exception d'une observation en bordure de la forêt primaire. Il vit dans un territoire semblable à celui du Garrulaxe de l'Omei. De petits groupes comptant jusqu'à six individus ont été observés en janvier 2006, alors que les couples ont été observés en mai, pour un total estimé de quatorze individus. On pense que les couples peuvent être territoriaux. Le Garrulaxe des Buguns n'est actuellement connu que sur un site. D'autres populations pourraient être découvertes dans d'autres lieux de l'Arunachal Pradesh ou du Bhoutan.
Des tentatives ont été faites pour identifier de nouveaux lieux susceptibles d'abriter l'espèce, fondées sur l'identification d'habitats appropriés à l'aide de modèles de calcul.

## Découverte et description originale
L'espèce a été observée la première fois par l'astrophysicien Ramana Athreya en 1995 dans le sanctuaire faunique Eagle Nest, mais n'a pas été revue pendant dix ans. L'observation suivante n'a lieu que le 3 janvier 2005, mais Athreya ne parle pas de sa découverte avant d'être en mesure de confirmer qu'il s'agit d'une nouvelle espèce. Les oiseaux observés ressemblent au Garrulaxe de l'Omei, une espèce endémique de Chine. Le premier spécimen n'est capturé dans un filet japonais qu'en mai 2006, et permet la description complète. En raison de la rareté apparente de l'espèce, aucun spécimen type n'est recueilli, mais seules quelques plumes perdues dans le filet, de nombreuses photographies, des enregistrements et des notes sont utilisés comme holotype. Le Code international de nomenclature zoologique ne permet pas la description de nouvelles espèces sans le prélèvement d'échantillons, mais son article 72.5.1 permet à « toute partie d'un animal » d'être considérée comme un spécimen type. Son nom scientifique comme son nom normalisé proviennent de celui d'une tribu locale, les Buguns (ou Khowa), qui peuplent les forêts de la région où l'oiseau a été trouvé. Lors de la description de l'oiseau, la précédente espèce d'oiseaux découverte en Inde était alors la Turdinule des Mishmi (Spelaeornis badeigularis) trouvée en 1948.

## Menaces et conservation
Le fait que cet « oiseau spectaculaire » aux cris distinctifs n'ait pas été remarqué avant 1995 suggère que l'espèce n'est pas commune. Seuls trois couples ont actuellement été trouvés, et l'Union internationale pour la conservation de la nature (UICN) le classe comme vulnérable (VU). Bien que l'espèce soit capable de vivre dans les forêts dégradées, sa faible population est considérée comme menacée, en particulier face au projet de construction d'une route dans la zone supposée être son principal habitat, qui pourrait causer une fragmentation écopaysagère. Localement, l'organisation Eaglenest Biodiversity Project, par ailleurs dirigée par le descripteur de ce garrulaxe, tente de préserver la biodiversité.